# Campionat del Món d'esquí nòrdic de 1930
El Campionat del Món d'esquí nòrdic de 1930 fou la cinquena edició del Campionat del Món d'esquí nòrdic. Es van disputar quatre proves, totes masculines, entre el 27 de febrer i l'1 de març de 1930 a Oslo, Noruega.

## Resultats

### Esquí de fons
| Prova | Or                     | Plata                  | Bronze                  |
| 17 km | Arne Rustadstuen (NOR) | Trygve Brodahl (NOR)   | Tauno Lappalainen (FIN) |
| 50 km | Sven Utterström (SWE)  | Arne Rustadstuen (NOR) | Adiel Paananen (FIN)    |

### Combinada nòrdica
| Prova             | Or                     | Plata              | Bronze           |
| Combinada nòrdica | Hans Vinjarengen (NOR) | Leif Skagnæs (NOR) | Knut Lunde (NOR) |

### Salt d'esquí
| Prova          | Or                    | Plata                 | Bronze             |
| Trampolí llarg | Gunnar Andersen (NOR) | Reidar Andersen (NOR) | Sigmund Ruud (NOR) |

## Medaller
| Posició | País      | Or | Plata | Bronze | Total |
| 1       | Noruega   | 3  | 4     | 2      | 9     |
| 2       | Suècia    | 1  | 0     | 0      | 1     |
| 3       | Finlàndia | 0  | 0     | 2      | 2     |
|         | TOTAL     | 4  | 4     | 4      | 12    |